# Deisy Ventura
Deisy de Freitas Lima Ventura (2 de setembro de 1967, Santa Maria, RS) é professora titular da Faculdade de Saúde Pública da Universidade de São Paulo (USP) onde coordena o Doutorado em Saúde Global e Sustentabilidade, e leciona igualmente no Programa de Pós-graduação do Instituto de Relações Internacionais da mesma universidade. É graduada em Direito e mestre em Integração Latino-Americana pela Universidade Federal de Santa Maria (UFSM), mestre em Direito Europeu e Doutora em Direito pela Université Paris 1 Panthéon-Sorbone.
Entre 2003 e 2006, foi consultora jurídica da Secretaria do Mercosul, em Montevideo, Uruguai. Antes de de ingressar na Universidade de São Paulo, foi professora na Universidade Federal de Santa Maria e na Universidade do Vale do Rio dos Sinos. Foi professora visitante na Universidade Sorbonne Nouvelle e na Foundation Nationale Des Sciences Politiques, ambas na França, e acadêmica visitante no Instituto Universitário de Altos Estudos Internacionais, na Suiça.
É autora de 15 livros sobre temas internacionais e de educação jurídica. 

## Saúde pública e pandemia de COVID-19
Atualmente é uma das coordenadoras do projeto "Direitos na Pandemia", do Centro de Estudos e Pesquisas de Direito Sanitário (CEPEDISA) da Faculdade de Saúde Pública da USP, que elaborou a "Linha do Tempo da Estratégia de Disseminação da Covid-19" cuja atualização foi requerida pela CPI da Pandemia. Uma versão deste estudo foi publicada no livro Bolsonaro Genocida, da editora Elefante.
Durante a pandemia de COVID-19, Ventura foi uma voz ativa na imprensa e nos meios intelectuais em defesa do Sistema Único de Saúde (SUS) e da necessidade de articulação de políticas públicas de resposta à pandemia, denunciando a gestão do governo federal como "criminosa". Em 2022, a professora foi selecionada pela Organização Mundial da Saúde (OMS) para fazer parte do grupo que discutiu a reforma do sistema de emergência sanitária global, mas teve seu nome vetado pelo governo de Jair Bolsonaro.

## Justiça de Transição
Ainda na sua atividade de intelectual pública, Ventura fundou, em 2009, juntamente com José Carlos Moreira Silva Filho, Kátia Kozicki, Marcelo Cattoni, Marcelo Torelly, Marília Ramos e Paulo Abrão o Grupo IDEJUST - Internacionalização do Direito e Justiça de Transição, numa parceria entre a Comissão de Anistia e o Instituto de Relações Internacionais da USP.
Entre 2009 e 2016, o IDEJUST realizou nove reuniões semestrais em diferentes universidades brasileiras e foi um dos principais fóruns de articulação acadêmica do movimento por reparação, memória, verdade e justiça em relação aos crimes cometidos pela ditadura militar brasileira.
Em diversas oportunidades, a professora fez uso da imprensa para denunciar a impunidade no Brasil.

## Migrações
Em 2013, Ventura foi indicada pelo Ministro da Justiça para compor a comissão de especialistas para elaborar uma proposta de Anteprojeto de Lei de Migrações e Promoção dos Direitos dos Migrantes no Brasil. O anteprojeto formulado pela comissão de especialista alterou radicalmente a lógica do diploma legislativo antes vigente, o Estatuto do Estrangeiro, apresentando uma nova visão baseada nos direitos humanos. O conteúdo do anteprojeto converge com a perspectiva do projeto de lei sobre a matéria apresentado pelo senador Aloysio Nunes (PSDB-SP) que finalmente se transformou na Lei 13.445/2017 (nova Lei de Migração).
Após a aprovação da lei, a professora se manteve ativa na pauta, criticando retrocessos na regulamentação infra legal por decretos durante o governo do ex-presidente Michel Temer.

## Publicações mais recentes

#### Entrevistas
- Revista Continente. As pessoas não têm ideia do que vem pela frente. Entrevista a Débora Nascimento. Março de 2021.[16]
- El País. “Há indícios significativos para que autoridades brasileiras, entre elas o presidente, sejam investigadas por genocídio”. Entrevista à Eliane Brum, Julho de 2020.[17]

#### Livros
- VENTURA, D.F.L.; YUJRA, V. Saúde de Migrantes e Refugiados. Coleção Fazer Saúde. Rio de Janeiro: Editora da Fiocruz, 2019.[18]

#### Artigos em períodicos especializados e capítulos de livros
- VENTURA, D. F. L.; BUENO, F. T. C. . De líder a paria de la salud global: Brasil como laboratorio del -neoliberalismo epidemiológico- ante la Covid-19. FORO INTERNACIONAL (Colegio de México), 2021, p. 427-467.[19]
- BERROD, F. ; VENTURA, D. F. L. . Vers un Jus commune universalisable ? La santé dans le tourbillon des vents. In: Mireille Delmas-Marty; Kathia Martin-Chenut; Camila Perruso. (Org.). Sur les chemins d'un jus commune universalisable - Collection de l'Institut des sciences juridique et philosophique de la Sorbonne. 1ed.Paris: Mare & Martin, 2021, p. 67-83.[20]
- VENTURA, D. F. L.. Pandemia e estigma: nota sobre as expressões 'vírus chinês' e 'vírus de Wuhan'. In: Rosana Baeninger et al.. (Org.). Migrações Internacionais e a pandemia de Covid-19. 1ed.Campinas, SP: Unicamp, 2020, v. , p. 95-103.[21]
- VENTURA, D. F. L.; RIBEIRO, H. ; GIULIO, G. M. ; JAIME, P. C. ; NUNES, J. ; BOGUS, C. M. ; ANTUNES, J. L. F. ; WALDMAN, E. A. . Challenges of the COVID-19 pandemic: for a Brazilian research agenda in global health and sustainability. Cadernos de Saude Publica, v. 36, p. e00040620, 2020.[22]
- VENTURA, D. F. L. GIULIO, GABRIELA MARQUES DI ; RACHED, DANIELLE HANNA . Lessons from the Covid-19 pandemic: sustainability is an indispensable condition of Global Health Security. AMBIENTE & SOCIEDADE (ONLINE), v. 23, p. 1-11, 2020.[23]
- VENTURA, D.F.L.; RACHED, DANIELLE ; MARTINS, JAMESON ; PEREIRA, CRISTIANE ; TRIVELLATO, PAULO ; GUERRA, LÚCIA . A rights-based approach to public health emergencies: The case of the -More Rights, Less Zika' campaign in Brazil. Global Public Health, v. 1, p. 1-14, 2020.[24]
- STANDLEY, CLAIRE J. ; CHU, ERIC ; KATHAWALA, EMROSE ; VENTURA, D.F.L. ; SORRELL, ERIN M. . Data and cooperation required for Venezuela?s refugee crisis during COVID-19. Globalization and Health, v. 16, p. 1-7, 2020.[25]
- VENTURA, D.F.L.; MARTINS, J.V. Between science and populism: the Brazilian response to COVID-19 from the perspective of the legal determinants of Global Health. Revista de Direito Internacional, v. 17, p. 67-83, 2020.[26]